# Plourin-lès-Morlaix

Plourin-lès-Morlaix este o comună în departamentul Finistère, Franța. În 1 ianuarie 2022 avea o populație de 4.529 de locuitori.